# Greenwood (Mississippi)
Greenwood is een plaats (city) in de Amerikaanse staat Mississippi, en valt bestuurlijk gezien onder Leflore County.

## Demografie
Bij de volkstelling in 2000 werd het aantal inwoners vastgesteld op 18.425.
In 2006 is het aantal inwoners door het United States Census Bureau geschat op 16.742, een daling van 1683 (-9.1%).

## Geografie
Volgens het United States Census Bureau beslaat de plaats een oppervlakte van
24,7 km², waarvan 23,9 km² land en 0,8 km² water. Greenwood ligt op ongeveer 41 m boven zeeniveau.

## Geboren in Greenwood
- Juanita Moore (1914-2014), actrice
- Hubert Sumlin (1931-2011), zanger-bluesgitarist
- Mary Wilson (1944-2021), zangeres van The Supremes
- Valerie Brisco-Hooks (1960), sprintster en drievoudig olympisch kampioene
- James Michael Tyler (1962-2021), acteur (Friends)
- Donna Tartt (1963), schrijfster

## Plaatsen in de nabije omgeving
De onderstaande figuur toont nabijgelegen plaatsen in een straal van 24 km rond Greenwood.